# Es lebe die Liebe
Es lebe die Liebe ist ein deutscher Revuefilm von Erich Engel aus dem Jahr 1944.

## Handlung
Tenor Manfred Richter ist der Star des Berliner Apollo-Theaters von Direktor Hanke. Der Direktor plant eine neue Revue mit Manfred in der Hauptrolle, doch lehnt der sämtliche vorgeschlagenen Bühnenpartnerinnen ab. Bei Dreharbeiten in Barcelona sieht er die Spanierin Manuela del Orta tanzen und singen und ist begeistert und ein wenig verliebt. Er setzt hinter der Bühne spontan einen Vertrag auf und engagiert Manuela gemeinsam mit ihrem Ballettmeister Hofer für die Revue in Berlin. Beide sollen nachkommen und auch Direktor Hanke zeigt sich mit Manfreds Wahl zufrieden, beweist eine Plattenaufnahme doch, dass Manuela singen kann. Wenige Wochen vor der Revuepremiere lässt Manuela jedoch ihre Teilnahme an der Revue absagen, da sie erkrankt ist und der Arzt ihr ein Jahr lang jegliches Singen verboten hat. Als Hauptdarstellerin wird nun die blonde Fritzi engagiert und die Revue erweist sich als großer Erfolg.
Ein Jahr später kommt Manuela del Orta nach Berlin. Sie darf zwar noch ein halbes Jahr nicht singen, will jedoch als Tänzerin unter ihrem richtigen Namen Maria Marten ihr Glück versuchen. Sie trifft in ihrem Hotel auf Manfred, der sie für eine seiner Verehrerinnen hält und sie als Tänzerin an Direktor Hanke empfiehlt. Maria tanzt vor und wird als Chormädchen engagiert. Sie fängt nun wieder ganz von vorne an, schafft es jedoch durch ihr Selbstbewusstsein, Manfred Respekt vor der Arbeit der Chormädchen abzuringen. Er lernt, jede einzelne beim Namen zu nennen, und erhält eine Ohrfeige, als er Maria an den Po fasst. Nach einigen kleinen Streitigkeiten kommt es zum ersten Rendezvous und bald macht Manfred Maria einen Heiratsantrag. Er wünscht sich eine gemütliche, solide Ehe, auch wenn er nach all der Zeit immer noch in die wie vom Erdboden verschluckte Manuela verliebt ist. Maria willigt in die Ehe ein und plant, ihm nun erst recht die biedere Ehefrau vorzuspielen.
Die Ehe ist solide und der Frauenheld Manfred wird zunehmend zum Pantoffelhelden. Maria jedoch will wieder als Manuela del Orta auf der Bühne stehen und übt heimlich tagelang mit ihrem Trainer Hofer. Geld, das Manfred ihr für Kleider und Schmuck gibt, legt sie an und führt stattdessen nach und nach den Schmuck in die Familie ein, den sie sowieso als Manuela del Orta besitzt, schließlich ist sie eigentlich eine wohlhabende Frau. Manfred wiederum ahnt, dass etwas mit Maria nicht stimmt, so gab ein Juwelier an, den Schmuck nicht zu kennen, den Maria angeblich bei ihm gekauft hat. Auf die Nachricht, dass die neue Revue mit Manuela del Orta besetzt werden soll, reagiert Manfred wiederum zwiespältig, fürchtet er doch, dass Maria eifersüchtig reagieren wird. Umso ernüchterter ist er, als sich Maria aus der Nachricht nichts zu machen scheint.
Neue Pressefotos von Manuela del Orta machen Manfred jedoch klar, dass Maria und Manuela eine Person sind: Beide tragen denselben wertvollen Schmuck. Manfred behält seine Entdeckung jedoch für sich und gibt sogar vor Maria vor, Manuela eigentlich doch nicht attraktiv genug für die Revue zu finden, da sie auf den Fotos zugenommen hat. Direktor Hanke jedoch sagt er, dass Manuela auf alle Fälle seine Bühnenpartnerin werden soll. Fritzi wiederum glaubt, sie werde nun der neue Star an Manfreds Seite und flirtet mit ihm kurz vor der 500. Aufführung der gemeinsamen Erfolgsrevue. Sie wird von Maria aus der Garderobe geworfen und verlässt wütend das Theater. Direktor Hanke ist verzweifelt, doch erscheint statt Fritzi plötzlich Maria in Aufmachung von Manuela auf der Bühne und die Revue wird ein großer Erfolg. Direktor Hanke erkennt sie zunächst nicht und ist verblüfft, als sich die Überraschungssängerin als Manuela und Maria entpuppt. Als der Vorhang fällt, küssen sich Maria und Manfred und es kommt zum glücklichen Ende.

## Produktion
Es lebe die Liebe beruht auf dem Roman Das Rätsel Manuela von Anna Elisabeth Weirauch. Der Film wurde vom 30. August bis Mitte November 1943 in den Hostiwar-Ateliers in Prag gedreht und hatte am 24. Mai 1944 in München seine Premiere.
Im Film sind verschiedene Lieder zu hören, die Peter Kreuder komponierte und zu denen Hans Fritz Beckmann die Liedtexte schrieb:
- Mein Herz müßte ein Rundfunksender sein
- Auf all’ meinen Wegen, kommst du mir entgegen (Duett: Waldmüller und Heesters)
- Ein Stern ist vom Himmel gefallen

Die Herstellungskosten lagen bei etwas über 2 Mio. RM.

## Kritik
Für den film-dienst war Es lebe die Liebe „ein gezielt realitätsfernes Revue-Lustspiel aus dem Kriegsjahr 1944 mit beschwingt agierenden Publikumslieblingen.“
„Echt Vierziger Jahre“, stellte Cinema fest.